# 科默敦 (蒙大拿州)
科默敦（英語：Comertown）是位於美國蒙大拿州謝里敦縣的非建制地區。

## 歷史
科默敦的郵局於1914年設立，其後於1957年停運。

## 地理
科默敦所處的海拔為高於海平面692米（即2270英呎），而該地所採用的時區為UTC-6，即北美山地時區（MST）。同時該地設有夏令時間，為UTC-7調快一小時，即UTC-6（MDT）。